# Laurent Joubert (artiste)
Pour les articles homonymes, voir Laurent Joubert.
Laurent Marie Joubert, né le 21 août 1952 à Narbonne, est un artiste contemporain français.

## Biographie
Laurent Joubert étudie d’abord à l’École nationale supérieure des arts appliqués et des métiers d'art de Paris à la fin des années 1960, puis aux Beaux-Arts de Paris. Il effectue des voyages en Asie mineure, au Moyen-Orient, en Afrique puis développe des projets au Japon, en Afrique du nord, en Amérique du Nord, en Chine.